# Ménás
A Ménás férfinév a latin Menas névnek felel meg. Elképzelhető, hogy a germán Meinhard névből származik, amely elemeinek jelentése: erő és merész.

## Gyakorisága
Az 1990-es években szórványos név, a 2000-es években nem szerepel a 100 leggyakoribb férfinév között.

## Névnapok
- november 11.[2]